# Propositionele kennis
Propositionele kennis is kennis waarbij geen sprake is van ervaring, weten hoe je iets moet doen, of vertrouwdheid, bijvoorbeeld iemand kennen. Voor propositionele kennis wordt ook wel de notering Ω-kennis gebruikt. Propositionele kennis is kennis die door middel van proposities kan worden verworven, dus daarvoor daar ook mee worden uitgedrukt. Proposities en beweringen zijn hetzelfde. Gegeven dat {\displaystyle X} een bewering is, dan bepaalt dat iemand {\displaystyle X} in zijn of haar gedachten kan oproepen, dat {\displaystyle X} tot zijn of haar propositionele kennis hoort. Een voorbeeld van propositionele kennis is 'Jan weet dat Brussel de hoofdstad van België is', in tegenstelling tot 'Jan weet hoe hij een klok kan repareren', dat is prescriptieve kennis of λ-kennis, en in tegenstelling tot 'Jan kent Klaas'.
Wanneer Jan in theorie heeft geleerd hoe hij een klok moet repareren door de handelingen, die hij daarvoor moet verrichten uit zijn hoofd te leren, of wanneer Jan heeft gehoord dat Klaas vriendelijk is, is er weer wel sprake van dat Jan over propositionele kennis beschikt.